# Vado (ator)
Benedito Irivaldo de Souza, mais conhecido como Vado (Mogi Guaçu, 15 de janeiro de 1948) é um ator e teatrólogo brasileiro, que se notabilizou por apresentar a peça Navio Negreiro, adaptada por ele próprio e baseada no poema Tragédia no Mar (O Navio Negreiro) de Castro Alves, desde 1971, na qual interpreta 16 personagens.

## Biografia
Nascido em Mogi-Guaçu, caçula de uma família de oito irmãos, veio com a família para Campinas aos dois anos. Exerceu todo tipo de trabalho, inclusive no setor da Bosch em Campinas, foi jogador de futebol profissional em 1967, pelo Ituiutaba Esporte Clube. Em 1969, foi convidado para trabalhar no teatro, alegando ter visto pouco antes do convite o filme To Sir, with Love (no Brasil, Ao Mestre com Carinho), no qual ele se impressionou com o filme como um todo, mas especialmente com a performance do protagonista Sidney Poitier, o que o motivou a aceitar o convite para uma peça de teatro e a seguir essa carreira.

## Recorde no Guinness
Em 17 de maio de 2012, Vado teve o recorde certificado pelo Guinness World Records de carreira mais longa como produtor teatral pela mesma produção, quando completou 40 anos e sete meses, contados de 23 de outubro de 1971 a maio de 2012 pela apresentação de O Navio Negreiro.

## No teatro
- desde 1971 - Navio Negreiro
- 1972 - Hair[6] - Hud

## Na televisão
- 1971 - Os deuses estão mortos
- 1971 - Sol Amarelo